# 殷国
殷是中國西周初期的一個諸侯國，子姓，由前朝商紂王之子武庚管理。建都於前商朝首都（殷），轄地大致為現在的河南北部、河北南部和山西東南部一帶。
周武王滅商朝後，為了安撫商遺民，聽從周公旦的建議，分封紂王之子武庚於殷，也就是昔日商都的位置。其後，武王也在殷的西南面建立霍國、管國和蔡國，史稱「三監」，以監視殷。

## 滅亡
周武王死後，年幼的嗣子太子誦繼位，是為周成王。魯國的周公入京輔政，引來「三監」不滿，武庚乘機聯同「三監」和東夷各部發動叛亂，即「三監之亂」。
亂事平定後，周公把武庚殺死，殷國滅亡。由微子啟的宋國和康叔封的衛國取而代之。

## 殷國國君
殷国君主总共只有一任。
武庚（前1027年—前1024年） 